# Alexander Molony
Alexander Molony, född 12 september 2006 i London, är en brittisk skådespelare.
Molony har bland annat medverkat i TV-serierna Claude från 2018 och The Reluctant Landlord (2018–2019). Han har även medverkat i filmen Peter Pan och Lena där han spelar titelkaraktären Peter Pan från 2023.

## Filmografi (urval)
- 2018 – Claude
- 2018–2019 – The Reluctant Landlord
- 2023 – Peter Pan och Lena